# May Morris

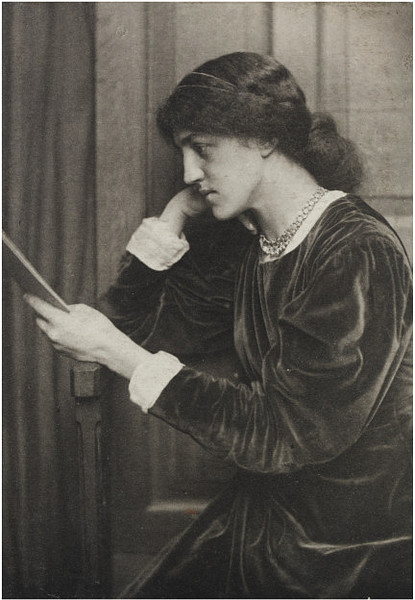
May Morris, Fotografie (1887) von Frederick Hollyer

May Morris (geboren als Mary Morris, * 25. März 1862 in Bexley, London; † 17. Oktober 1938 in Kelmscott Manor, Oxfordshire) war eine britische Unternehmerin und Produktdesignerin für Bunt- und Weißstickerei und frühe britische Sozialistin.

## Leben

### Kindheit

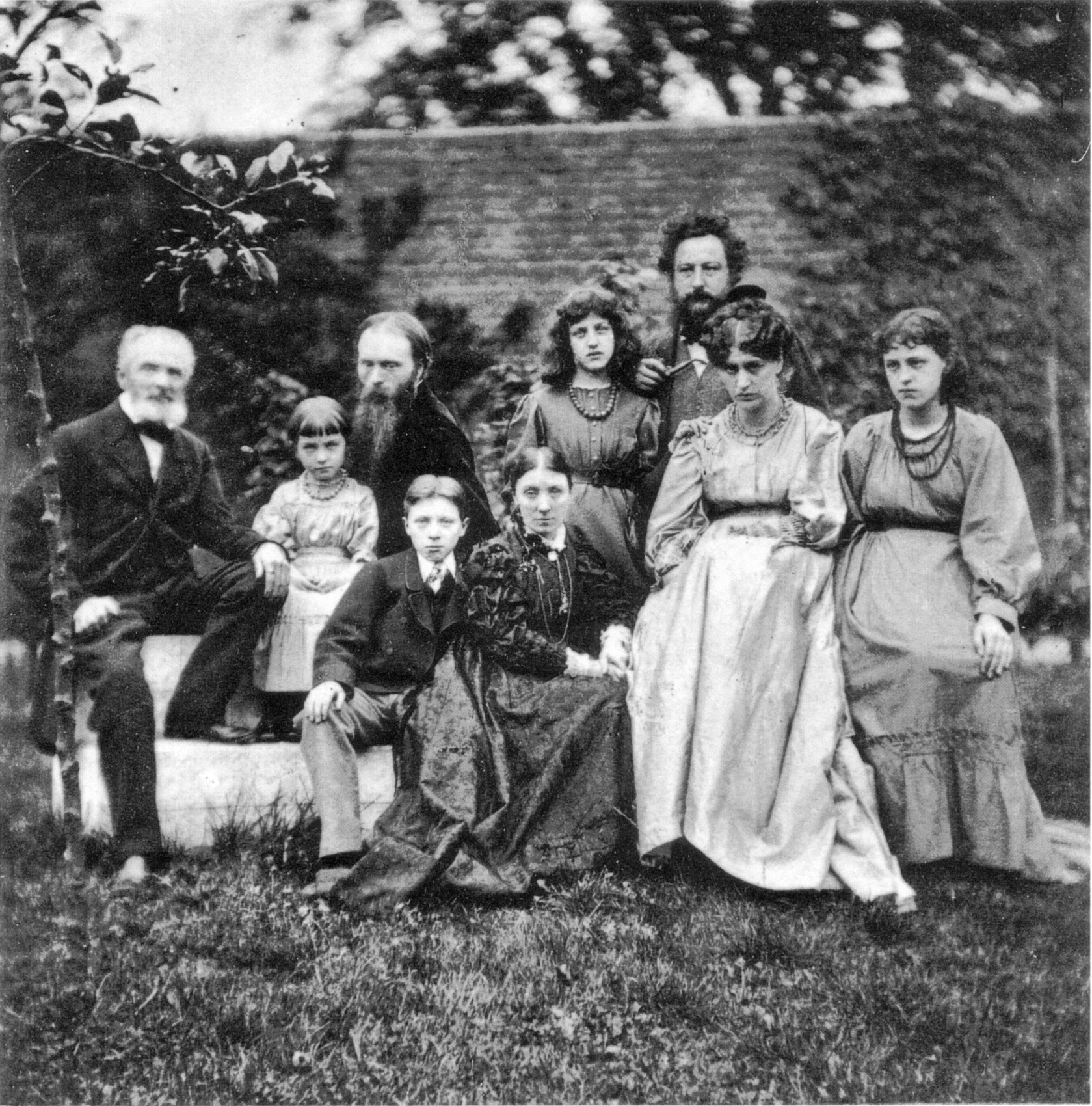
Die Familien Morris und Burne-Jones, Fotografie von Frederick Hollyer, 1874. Vierte von rechts: May Morris

Mary (May) Morris war die jüngere Tochter des Architekten und Malers William Morris (1834–1896), einer der Gründer des Arts and Crafts Movement und früher Begründer der sozialistischen Bewegung in Großbritannien und seiner Ehefrau Jane Burden (1839–1914). Im Alter von sieben Jahren lernte sie von ihrer Mutter und deren Schwester das Sticken. Sie besuchte ihren Vater in dessen Werkstätten; vor allem interessierten sie die Glasmalereien und das Brennofen-Haus (Kiln House).
Nachdem die Familie das Red House in Upton, Bexleyheath aufgeben musste, zog sie nach London und wohnte von 1865 bis 1872 Queen Square, Bloomsbury. Von Kindheit an waren May und ihre ältere Schwester Jane Alice (Jenny) eng befreundet mit den Kindern von Georgie und Edward Burne-Jones. Zusammen mit ihrer Schwester besuchte sie die Notting Hill High School in Norland Square, Notting Hill. Ab 1871 verbrachten sie die Sommerferien in Kelmscott Manor, das Haus, das für sie und ihren Vater eine Quelle der Inspiration war.

### Studium, Stickerei, Heirat
May Morris studierte von 1880 bis 1883 Textile Kunst an der South Kensington School of Design. 1885 übernahm sie im Alter von 23 Jahren die Leitung der Stickerei-Abteilung der Firma Morris & Co. Sie hatte bereits einige Stickereien für diese entworfen und führte von diesem Zeitpunkt an alle neuen Entwürfe durch, gemeinsam mit Morris’ Assistent John Henry Dearle, der später der Art Director des Unternehmens wurde.

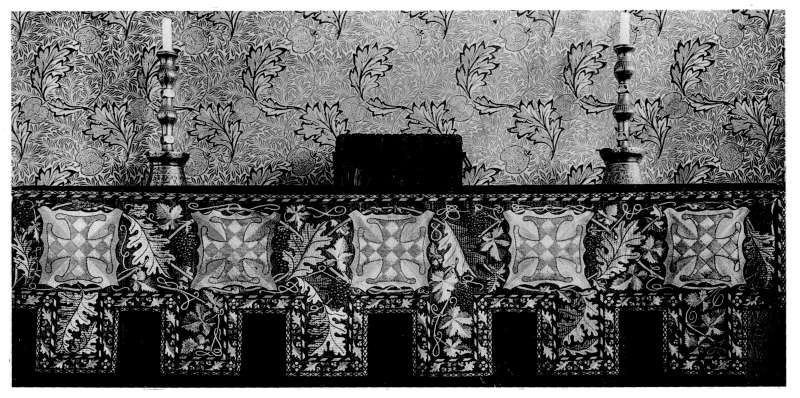
Antependium (Stickerei), gearbeitet von May Morris, Entwurf von Philip Webb

1886 verliebte sich May in Henry Halliday Sparling, den Sekretär der Sozialistischen Liga von Hammersmith. Trotz der Sorge ihrer Mutter wegen dessen bäuerlicher Herkunft heirateten die beiden am 14. Juni 1890 im Standesamt von Fulham. Sparling wurde bei der Kelmscott Druckerei angestellt und sie mieteten ein Haus in der Hammersmith Terrace 8. Morris arbeitete an den größeren Aufträgen der Firma, wie Portieren, Wandbehänge und Altartücher. Als sie nach der Hochzeit ihr eigenes Haus bezog, kamen die Stickerinnen (darunter auch zwei Schwestern des Dichters William Butler Yeats) dorthin und arbeiteten in ihrem Salon. Ihr Vater besuchte sie an jedem Morgen, um sich nach dem Fortschritt der Arbeiten zu erkundigen.
Als May ihre frühere Liebesbeziehung zu George Bernard Shaw wieder aufnahm und mit diesem zum International Socialist Workers’ Congress nach Zürich reiste, trennten sich die Wege der Eheleute. 1898 wurden sie geschieden und May nahm wieder ihren Geburtsnamen an.

### Lehrtätigkeit, Sozialistenbewegung
Von 1899 bis 1908 gab sie Unterricht in Sticken sowohl an der Central School of Arts & Crafts und der School of Art Needlework (heute Royal School of Needlework). Sie war auch eine bedeutende Schmuckdesignerin und stellte regelmäßig in der Arts and Crafts Exhibition Society aus.
Weil Frauen in der Art-Workers Guild (Gilde der Kunsthandwerker) nicht zugelassen waren, gründete sie 1907 die Women’s Guild of Arts und blieb deren Präsidentin bis 1935.
Zusammen mit ihrem Vater und ihrem Ehemann gehörte sie zu den ersten britischen Sozialisten. Sie legten gemeinsam mit Eleanor Marx und Friedrich Engels die Grundlage zur sozialistischen Bewegung.
Nach dem Tod ihres Vaters 1896 veröffentlichte sie seine Romane und Dichtungen in 24 Bänden, die jeweils auf 1.050 Bücher limitiert waren, von denen jeweils 1.000 für den Verkauf bestimmt waren.

### Spätere Jahre

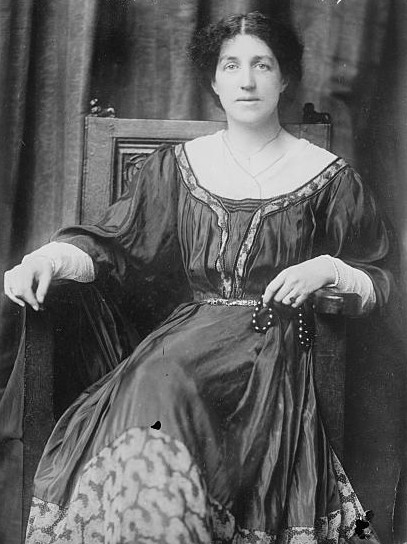
May Morris, 1909

Morris befreundete sich mit der ehemaligen Traktoristin und Gärtnerin von Kelmscott Manor, Mary Lobb, die später dort einzog. 1910 reiste Morris in Begleitung von Mary Lobb nach Amerika und Kanada, wo sie auch Vorträge hielt. Dort verliebte sie sich in den amerikanischen Rechtsanwalt und Sammler von Manuskripten John Quinn. Nach der Rückkehr nach England führten die beiden einen Briefwechsel, der bis 1917 andauerte. Quinn war ernsthaft an Morris’ Arbeit interessiert und wollte ihre Bemühungen unterstützen. Der Briefwechsel wurde 75 Jahre später in der John Quinn (1870–1924) Memorial Collection der New York Public Library wiederentdeckt.
1913 – ein Jahr vor ihrem Tod – kaufte ihre Mutter Jane das bis dahin nur gemietete Kelmscott Manor für £4000 für ihre Töchter. Morris stellte auf der Weltausstellung in Gent (1913) und der Exposition d’Arts Décoratifs in Paris (1914) ihre Arbeiten aus.
Während des Ersten Weltkriegs half sie in Kelmscott bei der Feldarbeit und unterhielt eine Suppenküche im Dorf. Morris verfolgte über die Jahre die Idee eines Dorfgemeinschaftshauses für Kelmscott. Der mit ihr befreundete Architekt Ernest Gimsom zeichnete die Pläne, verstarb jedoch 1919. Mary Lobb lebte bis zu Morris’ Tod 1938 in Kelmscott Manor.
Morris starb am 17. Oktober 1938. Sie wurde nahe ihrer Familie in Kelmscott bei der St George’s Kirche beigesetzt. Im Jahr darauf wurde das geplante Dorfgemeinschaftshaus errichtet und – in Anwesenheit des Premierministers Ramsay MacDonald – von George Bernard Shaw eröffnet.

## Veröffentlichungen
- Embroidery [Stickerei]. In: The Decorator and Furnisher, Vol. 21, 1. Februar 1893; Textarchiv – Internet Archive.
- Decorative needlework [Schmückende Handarbeit]. Verlag Joseph Hughes & Co., London 1893; Textarchiv – Internet Archive.
- Einleitung zu The collected works of William Morris. Volume VIII. In: Journals of Travels in Iceland 1871–1873. Verlag Longmans, Green and company, London 1910; Textarchiv – Internet Archive.
- Einleitung zu The Collected Works of William Morris. Volume XV: The Roots of the Mountain. Verlag Longmans, Green and company, London 1912; Textarchiv – Internet Archive.